# Tasejeva
Tasejeva (ryska: Тасеева) är en vänsterbiflod till Angara i Sibirien i Ryssland. Den uppkommer i centrala Krasnojarsk kraj i den sydvästra delen av Mellansibiriska bergslandet i sammanflödet av floderna Tjuna och Birjusa. Tasejeva flyter sedan i nordvästlig riktning till Kulakovo där den mynnar i den från öster kommande Angara, omkring 80 kilometer nedanför (väster om) Motygino.